# Hans Volkmar Wagner
Hans Volkmar Wagner (* 18. Februar 1889 in Ulm; † 29. Januar 1952) war ein Generalstabsarzt der Wehrmacht.

## Leben
Hans Wagner, Sohn des Ulmer Oberbürgermeisters Heinrich von Wagner, besuchte das Königliche Gymnasium in Ulm, an dem er im Juli 1907 die Reifeprüfung ablegte. Ab Oktober 1907 studierte er an der Kaiser-Wilhelms-Akademie für das militärärztliche Bildungswesen in Berlin Medizin. 1908 wurde er im Pépinière-Corps Suevo-Borussia aktiv.
Im Januar 1914 wurde Wagner die Approbation erteilt. Seine Fachgebiete waren Chirurgie und Gynäkologie. Bis 1923 bildete er sich in verschiedenen Lazaretten, sowie bei Friedrich Julius Rosenbach, Fritz Karl Bessel-Hagen und Arthur Woldemar Meyer weiter. 1920 wurde er aufgrund einer Schrift zu Fliegerbrillen  (Ueber Blendung und Schutz der Fliegeraugen. Archiv für Augenheilkunde, Band 87, Berlin 1920) an der Friedrich-Wilhelms-Universität zu Berlin promoviert. In den Folgejahren publizierte er über die Behandlung von Nierenerkrankungen, Tuberkulose und das Heeressanitätswesen. 1926 bzw. 1928 wird Wagner im Chirurgen- und Gynäkologenkalender als Stabsarzt und ordinierter Sanitätsoffizier bzw. Arzt der chirurgischen und Frauenabteilung des Standortlazaretts in Stuttgart geführt.
1939 folgte Wagners Ernennung zum Generalarzt und 1941 zum Generalstabsarzt. Am 12. März 1945 wurde er Träger des Ritterkreuzes des Kriegsverdienstkreuzes (1939).